# Carl Evers (Komponist)

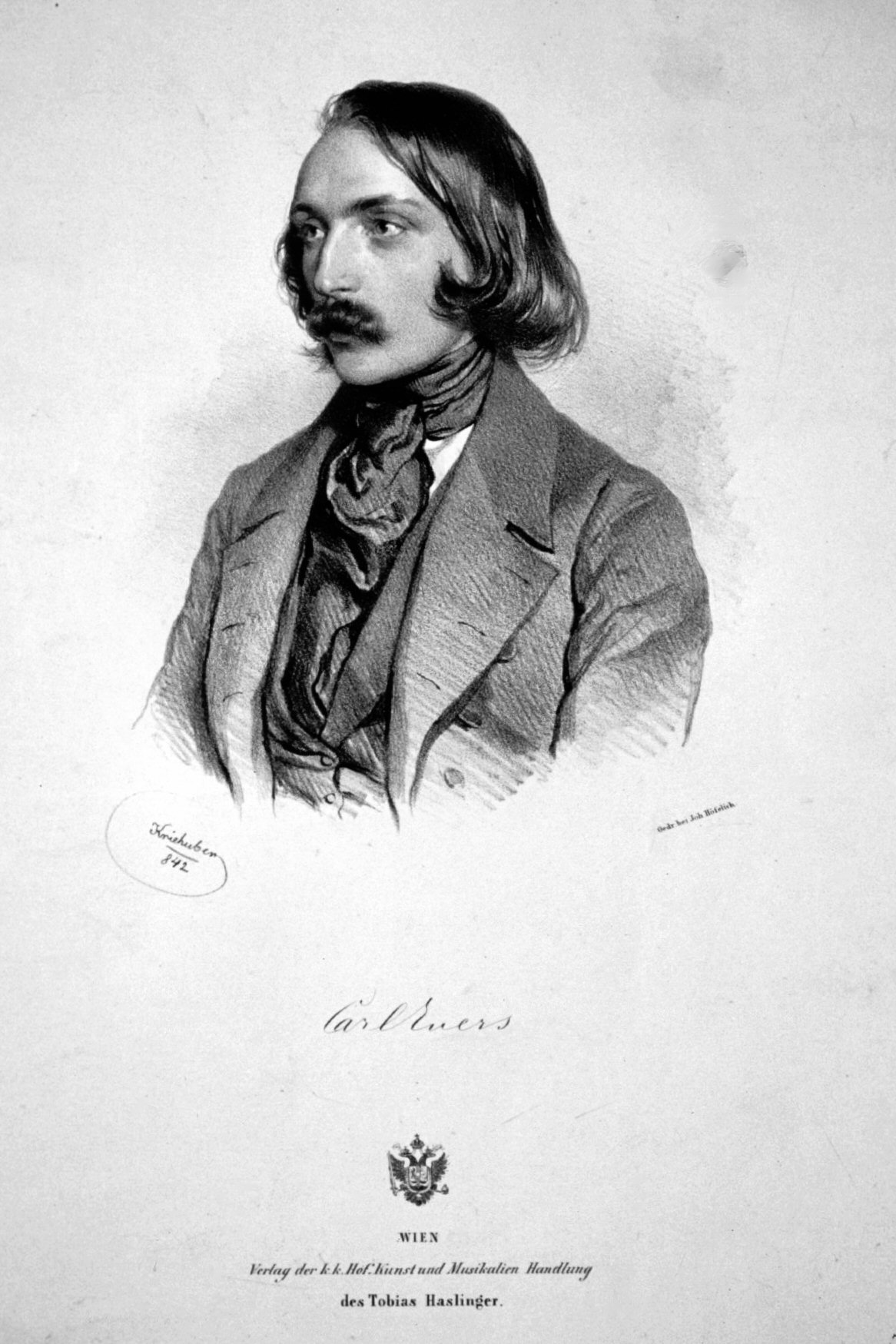
Carl Evers, Lithographie von Josef Kriehuber, 1842

Carl Evers (* 8. April 1819 in Lübeck; † 31. Dezember 1875 in Wien) war ein deutscher Komponist, Musikalienhändler und Pianist.

## Leben
Mit sechs Jahren erhielt Evers Klavierunterricht durch Jacob Schmitt und trat bereits mit zwölf Jahren öffentlich in Hamburg auf. Eine erste Konzertreise führte ihn 1834 durch Schleswig-Holstein, Dänemark und Schweden.
1837 nahm er Kompositionsunterricht bei Ziegler in Hannover und Krebs in Hamburg und 1838 bei Felix Mendelssohn Bartholdy in Leipzig. In Paris kam er 1839 mit Frédéric Chopin und Daniel-François-Esprit Auber in Berührung und war dort als Pianist und Komponist erfolgreich tätig.
Evers ließ sich 1841 in Wien nieder und eröffnete 1858 in Graz eine Musikalienhandlung, kehrte jedoch als Klavierlehrer 1872 nach Wien zurück.
Carl Evers komponierte über hundert Werke, unter anderem vier Klaviersonaten, Chansons d’amour, Etüden, Salonstücke, Tänze und Lieder.

## Briefe
- Briefwechsel Clara Schumanns mit Maria und Richard Fellinger, Anna Franz geb. Wittgenstein, Max Kalbeck und anderen Korrespondenten in Österreich, hrsg. von Klaus Martin Kopitz, Anselm Eber und Thomas Synofzik (= Schumann-Briefedition, Serie II, Band 4), Köln 2020, S. 151–157